# Un affamato insaziabile
Un affamato insaziabile è l'undicesima storia della serie horror per ragazzi La Strada della Paura, scritta da R. L. Stine. È stata la penultima ad essere pubblicata in Italia.

## Trama
Sam Kinny è un ragazzo con un regime alimentare un po' particolare: mangia infatti solamente "cibo bianco", niente verdure, niente frutta, niente carni rosse, ecc. 
Un giorno viene invitato dal suo migliore amico Kevin Sullivan a mangiare a casa sua dicendogli che ha una sorpresa: vuole infatti fargli conoscere la loro prozia, la zia Sylvie, che dicono sia una medium formidabile in grado di comunicare con le anime dei defunti.
Una volta entrati in casa, la zia Sylvie si incuriosisce molto riguardo alle abitudini alimentari di Sam, raccontandogli un'antica leggenda orientale su un ragazzo di gusti difficili che si salvò dalla morte che invece colpì due suoi amici per aver ingurgitato una bacca speciale che dava una fame insaziabile a chi la mangiasse.
Sconvolto dalla leggenda, Sam prova a rifarsi la bocca col suo dessert preferito (budino alla crema), ma quando addenta il primo boccone si sente la gola in fiamme: è stata la zia Sylvie che ha voluto apportare una modifica mettendo delle spezie per insaporire il dolce.
Tornato a casa, gli viene fame e decide di prepararsi uno spuntino. Nel buio della cucina prende due fette di pane bianco e della maionese ma, quando apre il frigo per cercare una Sprite (unica bevanda che tollera), inorridisce: il sandwich che si era fatto era preparato con due spugnette per lavare i piatti e con detergente per piatti al limone.
Per Sam è l'inizio di un incubo: comincia a ingurgitare tutte le cose più impensate, come la colla, il terriccio e le foglie ma anche esseri viventi come vermi ed insetti vari.
Accusa allora la zia Sylvie di avergli gettato una stregoneria e la implora di spezzare l'incantesimo, ma l'anziana medium dice che non è responsabile di niente e lo rimanda a casa.
Durante il tragitto, Sam sente che qualcosa non va e inizia ad ingrassare a vista d'occhio. Tornato a casa, suo padre e sua madre si accorgono di lui e lo trattano come se niente fosse. Il padre, però, capisce che succede e porta il figlio in cantina.
Prende un grosso cacciavite e gli apre lo stomaco rivelando una serie di circuiti elettronici: Sam è in realtà un androide, e quelle sue anomalie comportamentali erano dovute al fatto che, avendo mangiato il budino speziato, una delle spezie aveva mandato in avaria il sistema digestivo causandogli un forte desiderio per cose non commestibili.
Accortosi dell'errore, il padre di Sam ripara il guasto e gli cambia radicalmente il sistema digestivo in modo che non si ripetano più errori di quel genere.
Il giorno dopo, all'ora dell'intervallo, Sam estrae un panino con polpette, ketchup e pane di segale. Lissa, la sorella di Kevin, sgrana d'occhi e gli chiede: "Mangi polpette? Con ketchup e pane di segale?"
"Certo!" ribatte Sam. "Io non sono uno di quelli che mangia burro di arachidi e miele tutti i giorni! Io sono come Kevin: un ragazzo normale".

## Personaggi

### Personaggi principali
Sam Kinny - Mangia solo cibo bianco e nonostante tutto è in buona forma e salute fino al giorno in cui, inspiegabilmente, le cose commestibili hanno per lui uno strano sapore e si ritrova attratto da cose non commestibili che per lui equivalgono al nettare degli dèi.
Kevin Sullivan - Il migliore amico di Sam, è molto calmo e pacato ed il primo a notare gli strani comportamenti alimentari dell'amico.
Lissa Sullivan - È la sorella minore di Kevin, esperta di karate.
Zia Sylvie Sullivan - Prozia dei Sullivan, è una medium capace di comunicare con l'Aldilà. Ha un serpente chiamato Shirley come animale da compagnia e adora preparare nuove ricette suggeritele dai defunti o imparate durante i suoi lunghi viaggi. È a lei che Sam attribuisce la colpa del suo comportamento.

### Personaggi secondari
Signor Kinny - Padre di Sam, di lui si sa molto poco, solo che passa il tempo in cantina armeggiando con dei cacciaviti. Forse è un programmatore di computer o un inventore.
Signora Kinny - Madre di Sam, è un'esperta creatrice di bambole e ne fa di tutte le misure, persino a grandezza naturale. È stata lei a creare Sam, assieme al padre, cosa che si intuisce quando, aggiustando il guasto del sistema digestivo del figlio, il signor Kinny la rassicura dicendole che la sua "bambola preferita tornerà normale prima che sia ora di andare a letto".

## Trasposizione televisiva
Nella serie Piccoli Brividi del 2023 si vede un riferimento al libro: dopo che degli strani vermi gli sono entrati in corpo, lo skater Lucas Parker si sente strano. Addentando un burrito, lo trova immangiabile e lo getta via. Ma quando sente l'odore provenire dal bidone dell'umido, prende una manciata di rifiuti e inizia a mangiarli come se si trattasse di prelibatezze, proprio come faceva Sam.

## Edizioni
- R. L. Stine, Un affamato insaziabile, traduzione di Marina Baruffaldi, La strada della paura n. 11, Mondadori, 1997,  p. 94.